# Jacques François Marc Mazas
Pour les articles homonymes, voir Mazas.
Jacques François Marc Mazas, né le 25 avril 1765 à Marseille (Bouches-du-Rhône) et décédé en 1805 à Austerlitz, était un colonel français.

## États de service
Il entra au service le 10 avril 1781 comme soldat dans le régiment de Bourbonnais-infanterie, et passa, le 11 avril 1782, dans celui de Champagne, avec lequel il fit les campagnes de 1782 et 1783 en Amérique.
Congédié en 1790, il reprit les armes lorsque les frontières françaises furent menacées, et, le 20 juin 1793, il fut nommé adjudant-major du 11e bataillon de la Gironde, devenu 148e, puis 34e demi-brigade d'infanterie de ligne.
Il y fut élu capitaine le 3 juillet suivant, et servit à l'armée des Pyrénées-Occidentales depuis cette époque jusqu'en l'an III. Devenu chef de bataillon le 9 messidor an II, il fut fait chef de brigade le 1er germinal an III.
Employé en l'an IV à l'armée des côtes de l'Océan, sous les ordres de Hoche, il passa à celle des Alpes vers la fin de l'an IV, et fit les guerres des ans V, VI, VII, VIII et IX à l'armée d'Italie.
En l'an V, suivi seulement de quatre dragons, il pénétra dans Carpentras (Vaucluse) et fit mettre bas les armes à 4 000 insurgés qui s'étaient rendus maîtres de la ville.
À la bataille de Novi, il soutint avec la plus grande intrépidité, à la tête de sa demi-brigade, plusieurs charges de l'ennemi dont il paralysa les efforts.
Le 29 germinal an VIII, à l'attaque du monte San-Giacomo, les troupes se mirent en marche sur quatre colonnes à une heure après minuit. Le chef de brigade Mazas s'était établi, dès la veille, au lieu-dit le Rocher, avec la colonne de droite, composée de la 34e de ligne et de la 7e légère. Il attaqua le monte San Giacomo avec une grande résolution ; le combat fut vif et acharné, mais enfin la position fut emportée.
Le 8 prairial suivant, lors des opérations du général Suchet sur le  Var, Mazas attaqua les postes retranchés qui couvraient le mouvement des Autrichiens, les força, prit quatre pièces de canon, et fit environ 300 prisonniers.
L'état des services de cet officier supérieur contient une annotation conçue en ces termes : « Cet officier a conduit la 34e demi-brigade d'infanterie de ligne à vingt-six combats, à un siège et à trois batailles rangées ; partout il a donné l'exemple d'un courage soutenu et raisonné ; il a développé des connaissances militaires et tenu une conduite digne d'éloges. »
Rentré en France après la paix, il tint garnison à Longwy pendant les ans X et XI, et passa colonel au 14e régiment d'infanterie de ligne le 12 vendémiaire an XII.
Employé au camp de Saint-Omer pendant les ans XII et XIII, il fut créé membre et officier de la Légion d'honneur les 19 frimaire et 25 prairial an XII.
Lors de la guerre contre l'Autriche, en l'an XIV, il fit partie de la division Saint-Hilaire, du 4e corps de la grande armée.
À Austerlitz, son régiment fit des prodiges de valeur et n'eut qu'une vingtaine d'hommes tués et une centaine de blessés, tandis qu'il fit éprouver une perte centuple à l'ennemi ; le colonel Mazas trouva  la mort sur le champ de bataille, et fut le seul officier que perdit le 14e.

## Hommages
L'Empereur décréta qu'une place voisine du pont d'Austerlitz porterait le nom de cet officier (c’est la place Mazas actuelle).
Son nom figure aussi sur le côté Est de l'arc de triomphe de l'Étoile.
À Marseille, sa ville natale, il n'y a aucune rue, ni aucune place à son nom.